# 奥斯纳戈
奥斯纳戈（義大利語：Osnago），是意大利莱科省的一个市镇。总面积4.42平方公里，人口4805人，人口密度1087.1人/平方公里（2009年）。国家统计（ISTAT）代码为097061。